# 安岡正臣
安岡正臣（1886年7月21日—1948年4月12日），大日本帝国陆军军人，鹿儿岛县人，最终军阶陆军中将，曾指挥包括日军装甲部队在内的安冈支队参与诺门罕战役，太平洋战争期间统治印度尼西亚泗水。战后被荷兰当局逮捕，因战争罪被判处绞刑。